# Robert Kovač
Robert Kovač (født 6. april 1974 i Vestberlin, Vesttyskland) er en pensioneret tyskfødt kroatisk fodboldspiller, der spillede som midterforsvarer. Han spillede for FC Nürnberg, Bayer Leverkusen, Bayern München, Borussia Dortmund og Dinamo Zagreb. Han spillede desuden to år i Italienske Juventus FC.
Kovač vandt med Bayern München to tyske mesterskaber, to DFB-Pokaltitler, samt Intercontinental Cup i 2001.
Kovač er lillebror til en anden kroatisk fodboldspiller, Niko Kovač, som han blandt andet har spillet sammen med i årevis på det kroatiske landshold.

## Landshold
Kovač nåede at spille 84 kampe for Kroatiens landshold, som han debuterede for tilbage i 1999. Han repræsenterede sit land ved både VM i 2002, EM i 2004, VM i 2006 samt EM i fodbold 2008.

## Titler
Bundesligaen
- 2003 og 2005 med Bayern München

DFB-Pokal
- 2003 og 2005 med Bayern München

Intercontinental Cup
- 2001 med Bayern München